# Grigol de Kajetia
Grigol de Kajetia (en georgiano : გრიგოლი)  fue un príncipe de Kajetia de 787 a 827.

## Biografía
Grigol o Gregorio fue un simple eristavi de Kajetia. Aprovechó en su favor el declive de la influencia que ejercían los cosroidas sobre Iberia en tiempos del príncipe Juansxer I de Kajetia. Mientras Juansxer se enfrentaba a las invasiones de los jazaros y a la consolidación del poder de León II de Abjasia, Grigol usurpó la autoridad sobre Kajetia y Gardahan en 787.
No obstante no se atrevió a tomar el título de príncipe o rey y se proclamó « Korikoz » o «Corbisbe».
Después de la muerte de Juansxer, tuvo que hacer frente al príncipe bagrationi Ashot I de Iberia. A pesar de su alianza con el emir musulmán de Tiflis, Grigol fue vencido y no pudo conservar más que el territorio del desfiladero del río Ksan en el actual Shida Kartli.
Grigol murió en 827 después de un reinado que la Crónica georgiana cifra en 37 años. Los gardabanianos eligieron para reemplazarlo a Vatxe de Kajetia o Vatxe Kvabulidze.